# 联合作战
聯合作戰（Joint warfare）是指將國家武裝部隊的各個軍種整合為由一個統一指揮機構指揮的軍事學說，定義為兩個或兩個以上不同之軍種進行共同的戰鬥行動，以達成相同之戰鬥目的為目標，即稱為聯合作戰。
美國國防部將聯合作戰視為美軍的首要原則，並將其描述為“團隊作戰”，需要綜合和同步地應用所有適當的能力。由此產生的協同作用可以在統一行動中最大限度地提高作戰能力。